# Foot-Ball Associazione Novara 1921-1922
Questa pagina raccoglie i dati riguardanti la Foot-Ball Associazione Novara nelle competizioni ufficiali della stagione 1921-1922.

## Rosa
| N. |                   | Ruolo | Calciatore          |
| -- | ----------------- | ----- | ------------------- |
|    | Italia (bandiera) | A     | Balossini           |
|    | Italia (bandiera) | A     | Boca                |
|    | Italia (bandiera) | C     | Carlo Degara        |
|    | Italia (bandiera) | C     | Farè                |
|    | Italia (bandiera) | A     | Fornaro             |
|    | Italia (bandiera) | A     | Gallina             |
|    | Italia (bandiera) | D     | Guido Gianfardoni   |
|    | Italia (bandiera) | A     | Giuliani            |
|    | Italia (bandiera) | A     | Giustiniano Marucco |
|    | Italia (bandiera) | A     | Francesco Mattuteia |
|    | Italia (bandiera) | C     | Mario Meneghetti    |
|    | Italia (bandiera) | A     | Enrico Migliavacca  |

| N. |                   | Ruolo | Calciatore          |
| -- | ----------------- | ----- | ------------------- |
|    | Italia (bandiera) | A     | Mombelli            |
|    | Italia (bandiera) | A     | Federico Munerati   |
|    | Italia (bandiera) | A     | Natale Muratori     |
|    | Italia (bandiera) | D     | Enrico Patti        |
|    | Italia (bandiera) | D     | Proverbio           |
|    | Italia (bandiera) | A     | Quaglia             |
|    | Italia (bandiera) | C     | Ettore Reynaudi     |
|    | Italia (bandiera) | D     | Adamo Roggia (II)   |
|    | Italia (bandiera) | P     | Giuseppe Roggia (I) |
|    | Italia (bandiera) | A     | Cesare Santagostino |
|    | Italia (bandiera) | P     | Valerio Terzi       |
|    | Italia (bandiera) | C     | Bruno Varalli       |

## Risultati

### Prima Divisione

#### Lega Nord

##### Girone di andata
| Milano 30 ottobre 1921 1ª giornata | Milan            | 0 – 5 referto | Novara | Campo di Viale Lombardia\| Arbitro: \| Barnabò (Milano) \| |
| Arbitro:                           | Barnabò (Milano) |               |        |                                                            |

| Novara 9 ottobre 1921 2ª giornata | Novara            | 1 – 0 referto | Spezia | Campo di via Lombroso\| Arbitro: \| Brunetti (Torino) \| |
| Arbitro:                          | Brunetti (Torino) |               |        |                                                          |

| Verona 16 ottobre 1921 3ª giornata | Verona           | 0 – 4 referto | Novara | Stadio Marcantonio Bentegodi\| Arbitro: \| Ortali (Bologna) \| |
| Arbitro:                           | Ortali (Bologna) |               |        |                                                                |

| Arbitro: | Fries (Milano) |

|                                      |           |        |
| Mattuteia 11’ Meneghetti 65’ Marucco | Marcatori | 12’ ?? |

| Vicenza 30 ottobre 1921 5ª giornata | Vicenza | 0 – 6 | Novara | Campo di Borgo Casale |

| Novara 6 novembre 1921 6ª giornata | Novara             | 1 – 0 referto | Livorno | Campo di via Lombroso\| Arbitro: \| Venegoni (Legnano) \| |
| Arbitro:                           | Venegoni (Legnano) |               |         |                                                           |

| Arbitro: | Rangone (Alessandria) |

|  |           |             |
|  | Marcatori | 62’ Fornaro |

| Arbitro: | Varetto (Torino) |

|                 |           |              |
| Migliavacca 11’ | Marcatori | 64’ Robecchi |

| Arbitro: | Barnabò (Milano) |

|                                             |           |  |
| Reynaudi 31’, 84’ Quaglia 82’ Mattuteia 87’ | Marcatori |  |

| Arbitro: | Venegoni (Legnano) |

|           |           |  |
| Gay I 87’ | Marcatori |  |

| Arbitro: | A.Gama (Milano) |

|                    |           |               |
| Pozzi 1’ Perin 70’ | Marcatori | 63’ Balossini |

##### Girone di ritorno
| Arbitro: | Dani (Genova) |

|                                          |           |                           |
| Fornaro 3’ Migliavacca 58’ Mattuteia 76’ | Marcatori | 15’ Trabattoni 47’ Lovati |

| La Spezia 22 gennaio 1922 13ª giornata | Spezia              | 0 – 0 referto | Novara | Campo Sportivo Municipale\| Arbitro: \| Sanguineti (Genova) \| |
| Arbitro:                               | Sanguineti (Genova) |               |        |                                                                |

| Arbitro: | Guiot (Milano) |

|                                                       |           |                         |
| Mattuteia 30’ Meneghetti 35’ (rig.) Giuliani 83’, 86’ | Marcatori | 10’ Zanotto 14’ Griggio |

| Arbitro: | A.Gama (Milano) |

|                          |           |                       |
| Bianchi 20’ Robecchi 86’ | Marcatori | 30’ Mattuteia 37’ ??? |

| Arbitro: | Venegoni (Legnano) |

|               |           |                             |
| Dellacasa 42’ | Marcatori | 11’ Gallina 52’ Migliavacca |

| Arbitro: | Rangone (Alessandria) |

|  |           |           |
|  | Marcatori | 57’ Gay I |

| Arbitro: | A.Gama (Milano) |

|               |           |            |
| Mattuteia 55’ | Marcatori | 4’ Alberti |

| Arbitro: | Brunetti (Torino) |

|                                    |           |                            |
| Munerati 35’ Meneghetti 63’ (rig.) | Marcatori | 30’ Porta 41’ Chiecchi III |

| Mantova 9 aprile 1922 15ª giornata | Mantova                   | 2 – 2 | Novara | Campo dell'Ippodromo Te\| Arbitro: \| Alberto Crivelli (Milano) \| |
| Arbitro:                           | Alberto Crivelli (Milano) |       |        |                                                                    |

| Arbitro: | Rangone (Alessandria) |

|                                       |           |               |
| Meneghetti 5’ (rig.) Santagostino 10’ | Marcatori | 38’ Stefanoni |

| Livorno 30 aprile 1922 17ª giornata | Livorno        | 2 – 0 referto | Novara | Campo di Villa Chayes\| Arbitro: \| Mauro (Milano) \| |
| Arbitro:                            | Mauro (Milano) |               |        |                                                       |

## Statistiche

### Statistiche di squadra
| Competizione        | Punti | In casa | In casa | In casa | In casa | In casa | In casa | In trasferta | In trasferta | In trasferta | In trasferta | In trasferta | In trasferta | Totale | Totale | Totale | Totale | Totale | Totale | DR  |
| Competizione        | Punti | G       | V       | N       | P       | Gf      | Gs      | G            | V            | N            | P            | Gf           | Gs           | G      | V      | N      | P      | Gf     | Gs     | DR  |
| ------------------- | ----- | ------- | ------- | ------- | ------- | ------- | ------- | ------------ | ------------ | ------------ | ------------ | ------------ | ------------ | ------ | ------ | ------ | ------ | ------ | ------ | --- |
| Prima Divisione CCI | .     | .       | .       | .       | .       | .       | ..      | ..           | .            | .            | .            | ..           | ..           | .      | .      | .      | .      | ..     | ..     | -.. |

### Statistiche dei giocatori
| Giocatore | 1ª Divisione | 1ª Divisione |
| Giocatore | Presenze     | Reti         |
| --------- | ------------ | ------------ |
| . cognome | 0            | 0            |
| . cognome | 0            | 0            |
| . cognome | 0            | 0            |
| . cognome | 0            | 0            |
| . cognome | 0            | 0            |
| . cognome | 0            | 0            |
| . cognome | 0            | 0            |
| . cognome | 0            | 0            |
| . cognome | 0            | 0            |
| . cognome | 0            | 0            |